# Acanthodactylus micropholis
Acanthodactylus micropholis là một loài thằn lằn trong họ Lacertidae. Loài này được Blanford mô tả khoa học đầu tiên năm 1874.